# Law & Order (seizoen 18)
Dit artikel vat het achttiende seizoen van Law & Order samen.

## Hoofdrollen
- Jesse L. Martin - hoofdrechercheur Ed Green (aflevering 1 tot en met 14)
- Anthony Anderson - rechercheur Kevin Bernard (aflevering 14 tot en met 18)
- Jeremy Sisto - (hoofd)rechercheur Cyrus Lupo
- S. Epatha Merkerson - inspecteur Anita Van Buren
- Linus Roache - eerste hulpofficier van justitie Michael Cutter
- Alana de la Garza - hulpofficier van justitie Connie Rubirosa
- Sam Waterston - officier van justitie Jack McCoy

## Terugkerende rollen
- Leslie Hendrix - dr. Elizabeth Rodgers
- Carolyn McCormick - dr. Elizabeth Olivet
- Joe Forbrich - rechercheur Joe Cormack
- Guenia Lemos - Jenny Lupo
- Kathleen Garrett - rechter Susan Moretti
- Peter Francis James - rechter John Laramie
- Wayne Duvall - rechter Norman Barclay

## Afleveringen
| Aflevering | Titel               | Regisseur          | Schrijver                          | Uitzenddatum     | Selectie gastrollen |
| --- | ------------------- | ------------------ | ---------------------------------- | ---------------- | --- |
| 1. | Called Home         | Allen Coulter      | René Balcer                        | 2 januari 2008   | Brad Dourif - dr. David Lingard Marin Ireland - Mila Hames Lingard Elizabeth Marvel - advocate Grubman Dominic Fumusa - Tom Lupo Gerry Becker - Gerard Wills                                                                                                |
| Green maakt kennis met zijn nieuwe partner, Cyrus Lupo, die terugkeert naar New York vanwege de zelfmoord van zijn broer. Samen onderzoeken zij twee zelfmoorden die op dezelfde manier uitgevoerd zijn. De rechercheurs verdenken een voorwaardelijke vrijgelatene, beter bekend als Dr. Death. Deze assisteert mensen die zelfmoord willen plegen. Bij de openbare aanklagers is er geschoven met personeel. McCoy is nu de officier van justitie en Michael Cutter neemt de baan van McCoy over als eerste hulpofficier van justitie. |                     |                    |                                    |                  | |
| 2. | Darkness            | Michael Dinner     | William N. Fordes David Slack      | 2 januari 2008   | Thomas McCarthy - John Conlan Valentina de Angelis - Katie Conlan Caralyn Kozlowski - Alana Conlan Patrick Stump - Marty Dressler Peter McRobbie - rechter Walter Bradley                                                                                   |
| Wanneer er een ontvoering plaatsvindt van een moeder en dochter tijdens een stroomuitval in heel New York, gaan Lupo en Green op onderzoek uit. Het bewijs wijst uit dat er een relatie is tussen de ontvoerders en de man en vader van de slachtoffers. Zij vinden uit dat de ontvoerders wisten dat er een stroomuitval aankwam. Cutter moet de man overtuigen om te getuigen dat hij gelogen heeft over een opsporingsbevel om zijn dochter te beschermen, anders gaan de ontvoerders vrijuit. In de rechtszaak rijst de vraag op of de energiemaatschappij bewust de stroomuitval heeft gemanipuleerd. |                     |                    |                                    |                  | |
| 3. | Misbegotten         | Michael Watkins    | David Wilcox Stephanie Sengupta    | 9 januari 2008   | Kevin Rankin - Dean Emerson Grant Shaud - dr. Hoffman Thomas G. Waites - David Drucker Sherman Howard - rechter Josiah Bell Peter Parros - rechter Matthew Alden                                                                                            |
| Wanneer er een pijpbom ontploft in een wetenschappelijk onderzoeks laboratorium, waarbij een zwangere beveiligingsagente zwaargewond raakt, gaan Lupo en Green op onderzoek uit. Het onderzoek gaat al snel uit naar het laatste onderzoek van een wetenschapper en Lupo gaat te ver met het verkrijgen van bewijs en dit zet de hele zaak op het spel. |                     |                    |                                    |                  | |
| 4. | Bottomless          | Alex Chapple       | Ed Zuckerman                       | 16 januari 2008  | Will Chase - Derek Cahill Kaitlin Hopkins - advocate van Derek Cahill Roxanna Hope - Rachel Munroe John Cunningham - Daniel Metzler Ron Canada - mr. Fuller David Drake - Herbert Wiggins                                                                   |
| Het onderzoek naar een vermissing van een broek leidt tot een moord van een jonge advocaat. Lupo en Green verdenken al snel een zakenman die voor een multinationale onderneming genaamd SavingsMart werkt. Het verdere onderzoek door Cutter brengt een schandaal boven die tot de directie van SavingsMart bekend was. Van Buren komt haar oude baas tegen die nu voor het bedrijf werkt, zij merkt al snel dat zijn idealen flink verandert zijn. |                     |                    |                                    |                  | |
| 5. | Driven              | Alan Taylor        | Richard Sweren Gina Gionfriddo     | 23 januari 2008  | Ally Walker - Gretchen Steel Jeremy Allen White - Andy Steel Alan Campbell - Nolan Steel Kevin Carroll - Ray Manning Tristan Wilds - Will Manning |
| Wanneer de blanke tiener David Kendall en een Afro-Amerikaanse kind Tanya Anderson doodgeschoten worden in een lokale buurt, gaan Lupo en Green op onderzoek uit. Het onderzoek wordt afgeremd als blijkt dat niemand durft te praten in de buurt, maar de rechercheurs komen erachter dat de blanke tiener eerder op de dag een woordenwisseling had met lokale tieners over het spelen van basketbal op een speelveldje. Later kunnen ze een verdachte oppakken, het betreft een Afro-Amerikaan uit de buurt die zijn zoon wilde beschermen. Als de rechercheurs denken dat hiermee de zaak opgelost is komt er nog een verrassing in nog een verdachte. |                     |                    |                                    |                  | |
| 6. | Political Animal    | Jean de Segonzac   | Ed Zuckerman David Slack           | 30 januari 2008  | John Ortiz - Victor Vargas Michael Genet - Franklin Slater David Patrick Kelly - Josh Perlberg Sue Cremin - Sylvia Standish Bruno Alexander - Peter Elliott                                                                                                 |
| Na een drievoudige moord komen Lupo en Green uit bij een fundraiser voor politieke kopstukken. In de rechtszaak wil de verdachte gerede twijfel zaaien door prominente politieke figuren te laten getuigen voor hem. |                     |                    |                                    |                  | |
| 7. | Quit Claim          | Jim McKay          | William N. Fordes David Wilcox     | 6 februari 2008  | January Jones - Kim Brody Greg Keller - Peter Berbatov Jim True-Frost - Dennis Langdon / Phil Newsom Danny Mastrogiorgio - Nicky Fatone Olga Merediz - rechter Allard Harper                                                                                |
| Het onderzoek van het doorrijden na een aanrijding waarbij dodelijke slachtoffers vielen leidt hen naar een klein bedrijf. Lupo, Green en Rubirosa gaan undercover en het onderzoek neemt dan een onverwachte wending, hierdoor komt McCoy in gevecht met de Amerikaanse Ministerie van Justitie. |                     |                    |                                    |                  | |
| 8. | Illegal             | Constantine Makris | William N. Fordes David Slack      | 13 februari 2008 | John Pankow - Josh Lethem Christina Rouner - advocate Sanders Daniel Sauli - agent Rodchenko Matt Mulhern - Baranek James Biberi - Laird |
| Wanneer er een dode valt bij een schietpartij op een demonstratie, gaan Lupo en Green op onderzoek uit. Het onderzoek leidt hen naar een agent van de vrijwillige politie. Deze zorgt ervoor dat McCoy een speciale aanklager moet aanstellen om de verdachte aan te klagen. Als het proces fout loopt, neemt McCoy een drastische maatregel door de aanklager te ontslaan, wat hem niet in dank af wordt genomen. |                     |                    |                                    |                  | |
| 9. | Executioner         | Constantine Makris | Richard Sweren Gina Gionfriddo     | 20 februari 2008 | Michael Rooker - Jamie Yost Maggie Siff - advocate Mahaffey Neal Huff - advocaat Weller Scott Sowers - Samuel Temple James Rebhorn - dr. Horace Garrison |
| Wanneer een dokter wordt vermoord op zijn hotelkamer, gaan Lupo en Green op onderzoek uit. Zij ontdekken dat de man op de verkeerde plek was en dat de dader een andere dokter wilde vermoorden. Deze dokter diende injecties toe voor executies in een gevangenis in South Carolina. Nu moeten de rechercheurs uitzoeken wie deze dokter dood wilde hebben. |                     |                    |                                    |                  | |
| 10. | Tango               | Dean White         | Stephanie Sengupta                 | 27 februari 2008 | Maria Dizzia - Sugar / Melinda Whitman Pedro Pascal - Tito Cabassa Scott William Winters - Timmy Serco Nestor Serrano - Juan Delgado Marlyne Barrett - advocate Bocanegra Jeffrey DeMunn - professor Norman Rothenberg Peter Parros - rechter Matthew Alden |
| Een feest op een middelbare school eindigt tragisch, een tiener wordt dood gevonden en Lupo en Green gaan op onderzoek uit. Uiteindelijk wordt er een spel gespeeld tussen de rechercheurs en twee verdachten als zij het werkelijke verhaal willen weten wat er gebeurd is. In de rechtszaak heeft een jurylid ongepaste interesse in Rubirosa, dit kan de zaak kwaad doen. |                     |                    |                                    |                  | |
| 11. | Betrayal            | Marc Levin         | Richard Sweren Gina Gionfriddo     | 5 maart 2008     | Madeleine Martin - Emma Waxman John Shea - dr. Isaac Waxman Dylan Hartigan - Donnie Waxman Gibson Frazier - advocaat Whitney Laura Stepp - June Doherty John Scurti - rechter Anton Vittelli                                                                |
| Wanneer een psychiater wordt vermoord, gaan Lupo en Green op onderzoek uit. Zij verdenken zijn vrouw van de moord vanwege zijn ongepaste relatie met een zeer jonge cliënte. In de rechtszaak gaat zij haar eigen verdediging voeren. Zij claimt dat zij op jonge leeftijd ook een slachtoffer van seksueel misbruik was van haar man. |                     |                    |                                    |                  | |
| 12. | Submission          | Constantine Makris | Ed Zuckerman                       | 12 maart 2008    | David Harbour - Jay Carlin Adam Rothenberg - Marty Vance David Zayas - Justin Cabrera Kate Skinner - Madeline Stocker Doug Kruse - mr. Mackey David Fonteno - rechter Derek Hafner                                                                          |
| Wanneer de politie een illegaal hondengevecht opdoekt, wordt het onderzoek een moordzaak, als er een vinger in de maag van een hond wordt gevonden. Het onderzoek brengt hen naar een vermiste vrouw en zij denken dat de vinger van deze vrouw is. De rechercheurs krijgen hulp van een tv-journaliste om haar man te veroordelen, maar spande de journaliste samen om hem erin te luizen? |                     |                    |                                    |                  | |
| 13. | Angelgrove          | Darnell Martin     | David Wilcox Stephanie Sengupta    | 19 maart 2008    | Will Denton - Jason Lortell Sean Cullen - Matthew Lortell Sean Astin - pastoor Hensley Christine Estabrook - advocate van pastoor Hensley Bradley White - Mike Jeffers                                                                                      |
| Wanneer een vrouw wordt vermoord door steniging, gaan Lupo en Green op onderzoek uit. Zij komen uit bij haar zoon die een fanatieke christen is. Zij denken dat hij zijn moeder heeft vermoord om haar levenswijze. Het is denkbaar dat hij onder invloed heeft gehandeld van zijn pastoor. Kan de pastoor wettelijk verantwoordelijk gehouden worden voor de moord? |                     |                    |                                    |                  | |
| 14. | Burn Card           | Mario Van Peebles  | Ed Zuckerman David Wilcox          | 23 april 2008    | Peter Bradbury - rechercheur Gregory Cole Ruben Santiago-Hudson - advocaat Winters Armando Riesco - Ruben Alvera Carmen Ejogo - April Lannen |
| Wanneer een parttime-scheidsrechter vermoord wordt gevonden, gaan Lupo en Green gaan op onderzoek uit. Zij onderzoeken het gokgedrag van het slachtoffer en komen uit bij de notoire oplichter Bunny, een bekende van Green uit zijn verleden. Als Bunny ook dood wordt gevonden, gaat Lupo naar de plaats van het delict en ontdekt dat Green de schutter is. Dit veroorzaakt ongeloof op zijn werk. De zaak wordt overgedragen aan de rechercheurs van interne zaken Kevin Bernard en Gregory Cole, Green is nu bang zijn politiepenning te verliezen. Uiteindelijk wordt hij onschuldig bevonden en Van Buren vertelt hem dat hij terug mag keren in zijn functie, Green besluit om toch op te stappen omdat hij alle regels die hij kent overtreden heeft. Lupo wordt nu senior rechercheur en Bernard wordt zijn nieuwe partner. |                     |                    |                                    |                  | |
| 15. | Bogeyman            | Tim Hunter         | Richard Sweren Gina Gionfriddo     | 30 april 2008    | Nicki Aycox - Kate Westwood Daniel London - Bradley Cameron Michael Stuhlbarg - Timothy Pace Kristin Griffith - dr. Martha Landry Bill Irwin - Ellison Conway                                                                                               |
| Wanneer een vrouw op het eerste gezicht zelfmoord pleegt, blijkt na onderzoek van Bernard en Lupo, dat het een moord was. De verdachten zijn haar man en een cultus. Nu is het aan Cutter om uit te zoeken of de cultus iets te verwijten valt. In de rechtszaak probeert de advocaat van de verdachte de jury angst aan te jagen zodat zij zijn cliënt vrij spreken. |                     |                    |                                    |                  | |
| 16. | Strike              | Marisol Torres     | William N. Fordes David Slack      | 7 mei 2008       | Justin Hagan - Frank Dresner Brad William Henke - Ted Sanderson Kelly Demaret - Lila Dresner |
| Bij een staking bij pro-Deoadvocaten valt een dode onder de stakers. Bernard en Lupo gaan op onderzoek uit. Zij komen uit bij een tuinman op een golfterrein die verklaart onschuldig te zijn, alweer. Dan neemt de zaak een nog vreemdere wending als Rubirosa een gevecht aangaat met Cutter vanwege de staking, zij moet van de rechter de verdachte gaan verdedigen. |                     |                    |                                    |                  | |
| 17. | Personae Non Gratae | John Coles         | Stephanie Sengupta Matthew McGough | 14 maart 2008    | Melissa Leo - Donna Cheponis Barry Del Sherman - Bob Munsen Joe Hickey - advocaat Willens David Bishins - Carl Heckley Alison Elliott - Rita Shalvoy Tom Everett Scott - gouverneur Donald Shalvoy                                                          |
| Wanneer er een vermoorde man wordt gevonden gaan Bernard en Lupo gaan op onderzoek uit. Het onderzoek leidt hen naar een online romance en stuurt hen naar Plattsburgh waar een oplichtster zich voordoet als haar weggelopen dochter om mannen geld af te troggelen. Als de oplichtster voor het gerecht wordt gedaagd voor de moord, weigert een ander slachtoffer van haar tegen haar te getuigen, dit tot grote frustratie van Cutter. |                     |                    |                                    |                  | |
| 18. | Excalibur           | Jim McKay          | René Balcer Ed Zuckerman           | 21 mei 2008      | Len Cariou - Edgar Beezley Eric Sheffer Stevens - Frank Beezley David Aaron Baker - Jake Nemeth Katheryn Winnick - Sarah Shipley Paloma Guzmán - Chanel Barva Tom Everett Scott - gouverneur Donald Shalvoy Alison Elliott - Rita Shalvoy                   |
| Wanneer een juwelier wordt vermoord, gaan Bernard en Lupo op onderzoek uit. Zij komen verzeild in een wereld van prostitutie met hooggeplaatste cliënten, waaronder de gouverneur van New York. Als een verdachte wordt aangeklaagd wordt de gouverneur opgeroepen als getuige. Dit kan ernstige gevolgen hebben voor de carrière van McCoy als officier van justitie. |                     |                    |                                    |                  | |